# Sansate
Sansate (em turco: Samsat; em turco otomano: صمصاد; romaniz.: Semisat; em curdo: Samîsad; romaniz.: Samissade) é uma cidade e distrito da província de Adeiamane, na Turquia. O distrito tem 319 km² de área e em dezembro de 2021 tinha 7 313 habitantes (densidade: 22,9 hab./km²), dos quais 4 210 na cidade. O distrito é atualmente uma península da albufeira da barragem de Atatürk e é povoado principalmente por curdos bezicãs A cidade foi construída em 1989, quando a antiga cidade de Samósata, de onde deriva seu nome, foi inundada com a construção da barragem de Atatürk. Em 2018, o processo de reconstrução ainda não havia sido totalmente concluído.